# Partia Nadziei
Partia Nadziei (jap. 希望の党  Kibō no Tō) – japońska konserwatywna partia polityczna.
Została założona 25 września 2017 roku, kilka godzin przed ogłoszeniem przez premiera Shinzō Abe wyborów do Izby Radców w 2017 roku.

## Historia
W 2016 roku w wyborach na gubernatora Tokio wystartowała Yuriko Koike. Była ona członkinią Partii Liberalno-Demokratycznej, ale nie była oficjalną kandydatką partii w wyborach. Wystartowała z ramienia partii lokalnej Tokijczycy Pierwsi. Pokonując rządzącą stolicą Partię Liberalno-Demokratyczną Partia Komeito wspierała gubernator Koike w radzie metropolitalnej, mimo że była członkiem rządu koalicyjnego z LDP na szczeblu krajowym. 28 września 2017 r. przywódca opozycyjnej Partii Demokratycznej (DP) Seiji Maehara ogłosił, że partia porzuciła plany zakwestionowania wyborów powszechnych w dniu 22 października 2017 r. Klub DP w Izbie Reprezentantów rozwiązał się, a wielu obecnych przedstawicieli partii zakwestionowało wybór kandydatów Partii Nadziei.
Doprowadziło to do podziału w dniu 2 października 2017 r. w Konstytucyjnej Partii Demokratycznej, w skład której wchodzili lewicujący i liberalni politycy Partii Demokratycznej, których Koike odrzuciła jako kandydatów swojego ugrupowania.
W dniu 10 listopada 2017 r. Partia przeprowadziła wewnętrzne wybory w celu wyłonienia współprowadzącego partii. Yūichirō Tamaki został wybrany w wyborach klubowych wynikiem 39 do 14. Koike zrezygnowała z funkcji liderki partii 14 listopada 2017 r. W wyniku słabych wyników wyborów powszechnych. Od tego czasu jedynym liderem partii jest Yūichirō Tamaki.
24 kwietnia 2018 r. Przywódcy Partii Nadziei i Partii Demokratycznej ogłosili na wspólnej konferencji prasowej, że obie partie zgodziły się połączyć w maju 2018 r. pod nazwą Demokratyczna Partia Ludowa (DPFP). Niektóre frakcje w obu partiach planowały dołączyć do nowej partii. Oczekuje się, że członkowie tych frakcji utworzą własną partię, przyłączą się do innych partii lub staną się niezależnymi
Przed połączeniem prawicowi członkowie Partii Nadziei pod wodzą Shigefumi Matsuzawy oświadczyli, że zamierzają utworzyć oddzielną partię, która zachowa nazwę Partia Nadziei Partia powstała w dniu fuzji obu ugrupowań 7 maja 2018 r.